# Melitaea delerei
Melitaea delerei är en fjärilsart som beskrevs av Heydemann 1954. Melitaea delerei ingår i släktet Melitaea och familjen praktfjärilar. Inga underarter finns listade i Catalogue of Life.